# Scopula nupta
Scopula nupta là một loài bướm đêm trong họ Geometridae.